# Привокзальний (Архангельська область)
Привокзальний (рос. Привокзальный) — селище в Пінезькому районі Архангельської області Російської Федерації.
Населення становить 180 осіб. Входить до складу муніципального утворення Междуреченське муніципальне утворення.

## Історія
Від 1937 року належить до Архангельської області.
Орган місцевого самоврядування від 2004 року — Междуреченське муніципальне утворення.

## Населення
| 2002 | 2010 | 2012 |
| ---- | ---- | ---- |
| 170  | ↘146 | ↗180 |